# Llibre d'òptica

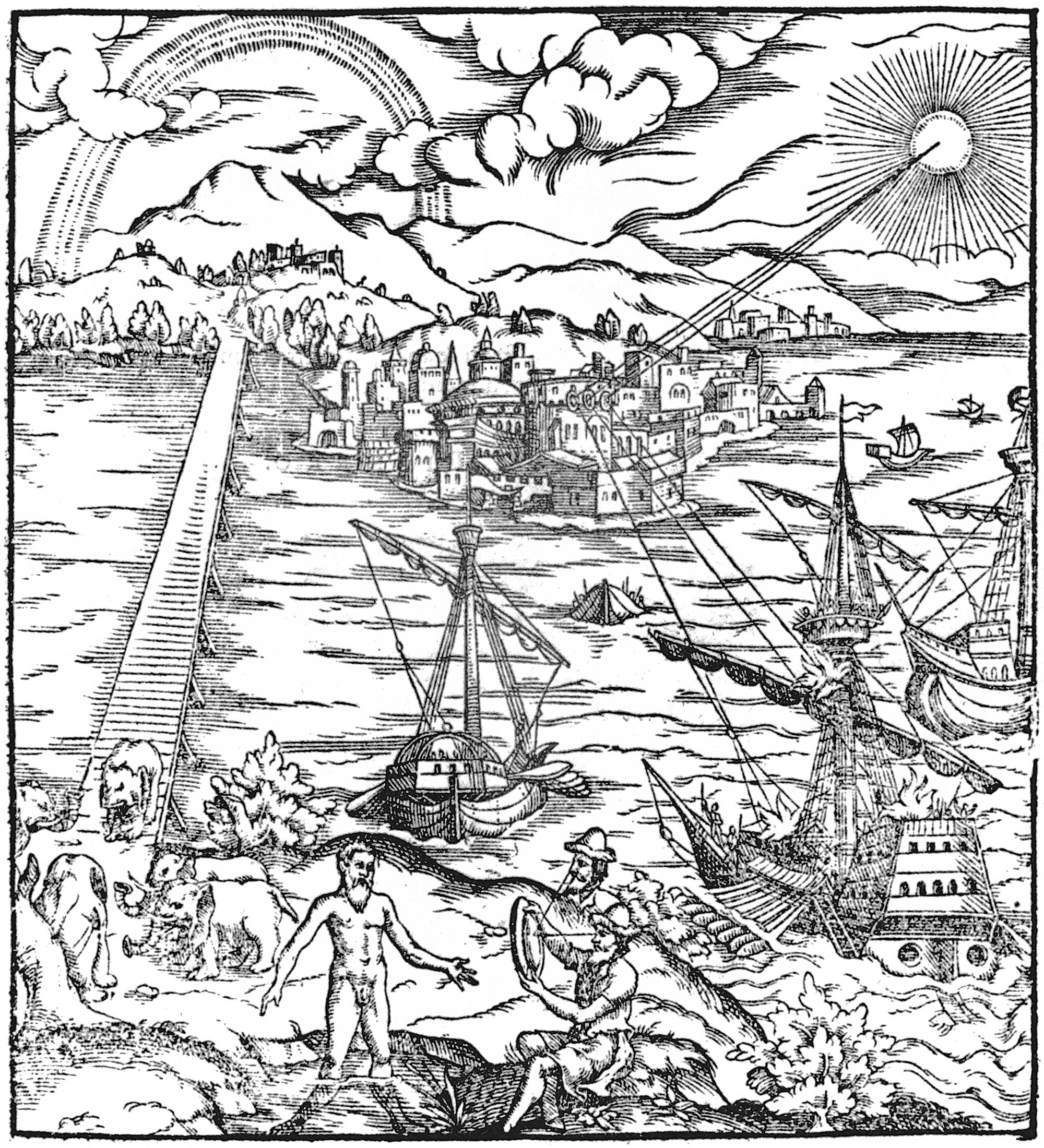
Portada del text en llatí Opticae Thesaurus, que inclou el Llibre d'òptica dIbn al-Tàrafa, mostrant l'arc de Sant Martí, l'ús d'espills parabòlics per incendiar vaixells, la distorsió de les imatges causada per la refracció en l'aigua, i altres efectes òptics

El Llibre d'òptica (àrab: كتاب المناظر, Kitāb al-Manāẓir; llatí: De aspectibus o Perspectiva; italià: Deli aspecti) és un tractat en set volums sobre òptica i sobre altres camps del saber, escrit per l'estudiós medieval Ibn al-Tàrafa (965– c.1040).
El text presenta arguments experimentals contra la teoria, àmpliament difosa llavors, de l'emissió de la vista (sostinguda per Euclides a la seva Optica), argumentant a favor de la teoria de la intromissió, recolzada per pensadors com Aristòtil. El model finalment acceptat és que la visió és generada per la llum que arriba als ulls.:60–7. El treball d'Ibn al-Tàrafa fou molt influent en el desenvolupament de l'òptica a Europa entre 1260 i 1650.

## Teoria de la visió
Abans que el Llibre d'òptica fos escrit, coexistien dues teories de la visió. La extromissió o teoria d'emissió la proposaren els matemàtics Euclides i Ptolemeu, que afirmava que certes formes de radiació són emeses des dels ulls en observar el que es veu. Quan aquests raigs sensibles arribaven a un objecte, permetien a l'espectador percebre'n el color, forma i mesura. D'altra banda, la teoria de la intromissió defensada pels seguidors d'Aristòtil i Galé argumentava que la visió seria causada per la presència d'un agent transmés als ulls des de qualsevol objecte o del seu entorn.
Ibn al-Tàrafa donà moltes raons contra la teoria de l'extromissió, remarcant que els ulls poden sofrir danys per mirar directament llums molt brillants com el sol.:313–314 També plantejà la baixa probabilitat que els presumptes raigs emesos pels ulls pogueren cobrir l'enorme distància existent fins als estels en un parpelleig. Utilitzant la teoria de la intromissió com a fonament, desenvolupà la seua pròpia teoria que cada punt il·luminat d'un objecte emet raigs de llum en totes direccions, i d'aquesta manera poden arribar als ulls d'un observador. Segons aquesta teoria, l'objecte observat es considera la recopilació d'una quantitat infinita de punts, des dels quals els rajos de llum es projecten.

## La llum i teoria del color
En el Llibre d'òptica, Ibn al-Tàrafa postula l'existència de llum primària i de llum secundària; la primària és la més forta o més intensa de les dues. El llibre descriu com la forma essencial de la llum prové de cossos lluminosos per si mateixos i que la llum passiva prové d'objectes que reflecteixen la llum dels altres. Segons Ibn al-Tàrafa, la llum primària prové dels cossos lluminosos i la llum secundària de la resta d'objectes.:317 La llum d'aquests darrers només pot existir si hi ha una font de llum primària. Tant la llum primària com la secundària viatgen en línia recta. La transparència és una característica d'un cos que pot transmetre la llum a través de si mateix, com l'aire o l'aigua, malgrat que cap cos pot transmetre per complet la llum o ser totalment transparent. Els objectes opacs són els que la llum no pot travessar directament, tot i que hi ha graus d'opacitat que determinen quanta llum pot passar al seu través. Els objectes opacs són colpejats per la llum i poden convertir-se en cossos lluminosos quan irradien llum secundària. La llum pot refractar-se en passar per objectes parcialment transparents i també pot ser reflectida per objectes llisos com espills, i viatgen en línia recta en tots dos casos.
Ibn al-Tàrafa addueix molts experiments a l'Òptica que demostren els seus postulats sobre la llum i la seua transmissió. També afirma que el color actua com la llum: és una qualitat diferent de cada material i viatja des de cada punt d'un objecte en línia recta. Amb l'experimentació conclou que el color no pot existir sense aire.

## Anatomia de l'ull i procés visual
Quan un objecte irradia en línia recta en totes direccions, l'ull també ha de rebre aquesta llum en la seua superfície exterior. Aquesta idea planteja un problema a Ibn al-Tàrafa i als seus predecessors, perquè, en aquest cas, els raigs rebuts per l'ull de cada punt en l'objecte formarien una imatge borrosa. Ibn al-Tàrafa ho soluciona utilitzant la seua teoria de la refracció. Argumenta que tot i que l'objecte envia una quantitat infinita de raigs de llum a l'ull, només una d'aquestes línies incideix perpendicularment en l'ull: els altres raigs arriben a l'ull en angles que no són perpendiculars. Segons Ibn al-Tàrafa, això fa que es refracten i afeblisquen. Postula que tots els raigs que no incideixen perpendicularment als ulls no s'impliquen en el procés de la visió.:315–316
En l'estructura de l'ull, segons Ibn al-Tàrafa, l'humor cristal·lí és la part que rep els raigs de llum de l'objecte i forma un con visual amb l'objecte que és percebut com la base del con i el centre de l'humor cristal·lí de l'ull com el vèrtex. Altres parts de l'ull són l'humor aquós davant de l'humor cristal·lí i l'humor vitri per darrere. Aquests no exerceixen una funció tan crítica en la visió com l'humor cristal·lí, que transmetria la imatge percebuda al cervell per un nervi òptic.

## Volums
- Llibre I, tracta sobre les teories d'Ibn al-Tàrafa sobre la llum, els colors i la visió.
- Llibre II, presenta la seua teoria de la percepció visual.
- Llibre III i VI, exposen les seues idees sobre les aberracions en la percepció visual, en el Llibre VI concreta els errors relacionats amb la reflexió.
- Llibre IV i V, mostren evidències experimentals de les seues teories sobre la reflexió.
- Llibre VII, tracta sobre el concepte de la refracció.

## Influència
El Llibre d'òptica està molt influït per l'òptica de Ptolemeu, mentre que la descripció de l'anatomia i la fisiologia de l'ull es basa en els escrits de Galé.
Fou traduït al llatí per un estudiós desconegut al final del segle xii (o primeria del XIII).:209–10. Fou molt influent durant l'edat mitjana.:86. L'imprimí Friedrich Risner al 1572, com a part de la seua col·lecció Opticae Thesaurus, que incloïa un llibre sobre el crepuscle falsament atribuït a Ibn al-Tàrafa, així com un treball sobre òptica d'Erazmus Ciolek Witelo.

## Traduccions angleses
- Sabra, Un. Jo., ed. (1983), L'Òptica d'Ibn al-Tàrafa, Llibres I–II–III: En Visió Directa. El text d'àrab, editat i amb introducció, àrab-concordança i glossaris llatins, A. I., ed. (1983), The Optics of Ibn al-Haytham, Books I–II–III: On Direct Vision. The Arabic text, edited and with Introduction, Arabic-Latin Glossaries and Concordance Tables,  Sabra. .  Sabra, 1983.: National Council for Culture, Arts and Letters: Consell Nacional per a Cultura, Arts i Lletres.
- Sabra, Un. Jo., ed. (2002), L'Òptica d'Ibn al-Haytham. Edició del text àrab de Llibres IV–V: sobre la reflexió i les imatges vistes per reflexió. 2 vols, Sabra, A. I., ed. (2002),  Sabra. .  Sabra, 2002.. Edition of the Arabic Text of Books IV–V: On Reflection and Images Seen by Reflection. 2 vols,  Sabra. .  Sabra, 2002.: The National Council for Culture, Arts and Letters El Consell Nacional per a Cultura, Arts i Lletres.
- L'Òptica d'Ibn al-Tàrafa. Llibres I, II, III: En Visió Directa. Comentari i traducció anglesos. 2 vols, Estudis del Warburg Institut, vol. 40, traduït per Sabra, Un. Yo., Londres: El , 1989.. Smith, Un. Mark, ed. (2001), escrit a Filadèlfia, traduït per  Smith. .  Smith, 2001., "Alhacen Teoria de Percepció Visual: Una Edició Crítica, amb Comentari i Traducció anglesos, dels Primers Tres Llibres de Alhacen Smith, A. Mark, ed. (2001), «Alhacen's Theory of Visual Perception: A Critical Edition, with English Translation and Commentary, of the First Three Books of Alhacen's  Smith. .  Smith, 2001., the Medieval Latin Version of  Smith. .  Smith, 2001.  Smith. .  Smith, 2001., 2 vols. Smith. .  Smith, 2001.,  Smith. .  Smith, 2001. ( Smith. .  Smith, 2001.:  Smith. .  Smith, 2001.)  Smith. .  Smith, 2001. ( Smith. .  Smith, 2001.),  Smith. .  Smith, 2001.  Smith. .  Smith, 2001.,  Smith. .  Smith, 2001.  Smith. .  Smith, 2001. , la Versió llatina Medieval de, 2 vols.", Llibres I-III (2001 — 91(4)) Vol 1 Comentari i text llatí via JSTOR; — 91(5) Vol 2 traducció anglesa, Llibre I:TOCpp.339–341, Llibre II:TOCpp.415–6, Llibre III:TOCpp.559–560, Nota 681ff, Bibl. Via JSTOR.
- Smith, Un. Mark, ed. (2006), escrit a Filadèlfia, traduït per  Smith. .  Smith, 2006., "al-Tàrafa en els principis de reflexió: Una Edició Crítica, amb Comentari i traducció anglesos, de llibres 4 i 5 de Alhacen Smith, A. Mark, ed. (2006), «al-Tàrafa on the principles of reflection: A Critical Edition, with English Translation and Commentary, of books 4 and 5 of Alhacen's  Smith. .  Smith, 2006., the Medieval Latin Version of  Smith. .  Smith, 2006.  Smith. .  Smith, 2006., 2 vols. Smith. .  Smith, 2006.,  Smith. .  Smith, 2006. ( Smith. .  Smith, 2006.:  Smith. .  Smith, 2006.)  Smith. .  Smith, 2006. ( Smith. .  Smith, 2006.) , la Versió llatina Medieval de, 2 vols.", Filadèlfia: Societat Filosòfica americana, () 2 vols: 2006 — 95(#2) Reserva 4-5 Vol 1 Comentari i text llatí via JSTOR; 95(#3) Vol 2 traducció anglesa, Notes, Bibl. Via JSTOR.